# Khướu mỏ quặp tai đen
Pteruthius melanotis là một loài chim trong họ Vireonidae.